# Aleksej Sjmidt
Aleksej Anatoljevitsj Sjmidt (Russisch: Алексей Анатольевич Шмидт) (Chimki, 17 april 1983) is een Russisch wielrenner.
In 2015 werd een Sjmidt na een hertest van een staal van 15 november 2011 positief bevonden op het gebruik van epo. Hij werd door de UCI voor twee jaar geschorst, met ingang van 10 augustus 2015.

## Overwinningen
2001
 Europees kampioen puntenkoes, Junioren
2005
2e en 3e etappe Grote Prijs van Sotsji
Grote Prijs van Moskou
2e etappe Vijf ringen van Moskou
 Europees kampioen achter de derny, Elite
2006
3e etappe Ronde van Hainan
2007
2e etappe Grote Prijs van Sotsji
Eindklassement Grote Prijs van Sotsji
1e etappe Vijf ringen van Moskou
1e etappe Ronde van Servië

## Ploegen
- 2005 –  Omnibike Dynamo Moscow
- 2006 –  Omnibike Dynamo Moscow
- 2007 –  Moscow Stars
- 2008 –  Katjoesja
- 2009 –  Moscow (vanaf 24-6)
- 2011 –  Team Type 1-Sanofi

Bazzana · Bertogliati · Bodrogi · Bowden · Calabria · Callegarin · Dugan · Eldridge · Grendene · Ilešič · A. Jefimkin · V. Jefimkin · Kerkhof · King · Kobzarenko · Kocjan · Mejías · Melero · Reijnen · Sjmidt · Steward · Verschoor · Magner (stagiair) · Rosskopf (stagiair)